# Olodum

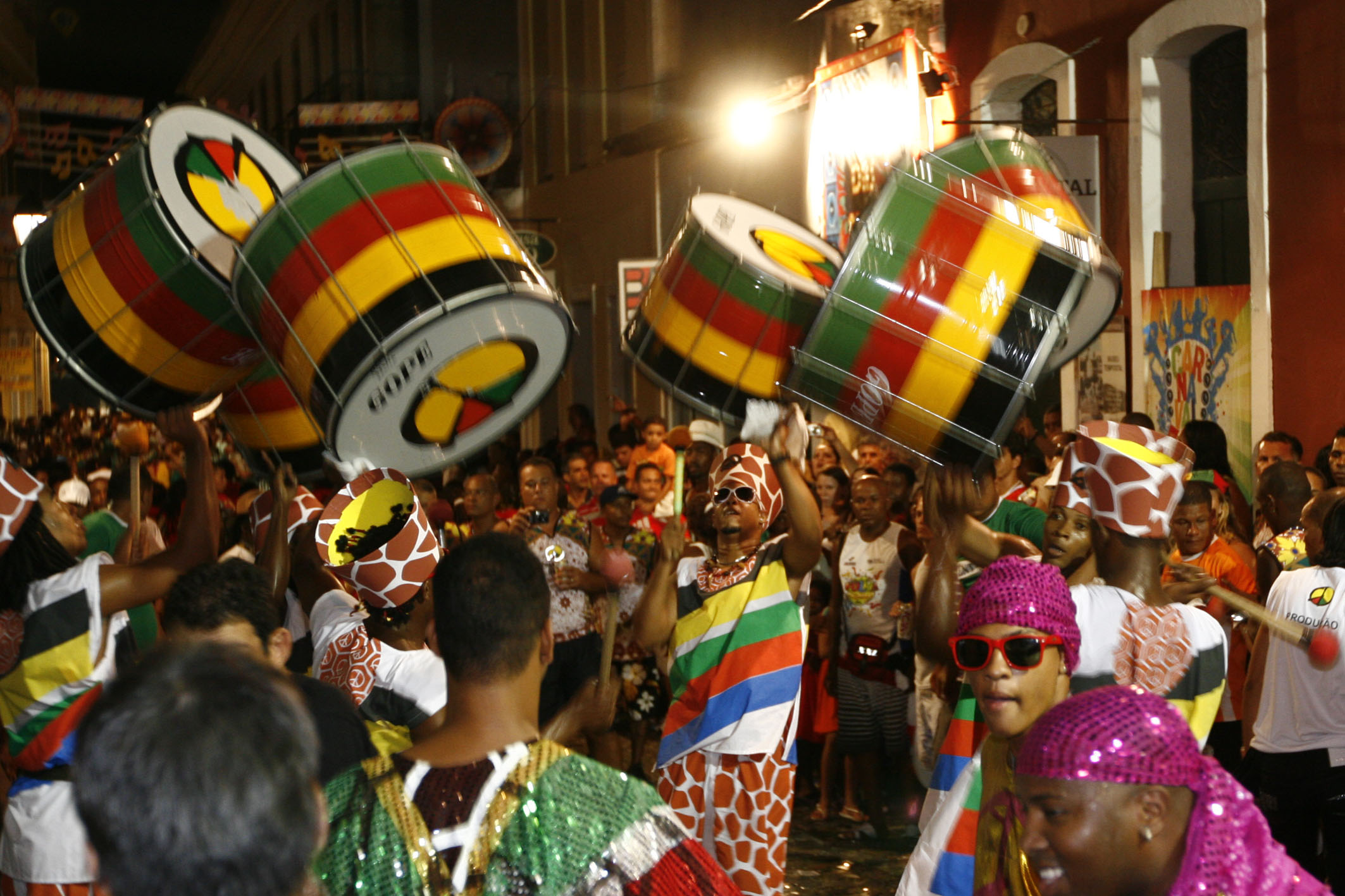
Miembros de Olodum em Carnaval

El bloque afro Olodum fue fundado el 25 de abril de 1979 en la ciudad de Salvador, capital del estado brasilero de Bahia, pensado como una opción de ocio para los residentes del barrio Maciel-Pelourinho y lo que les garantizaba el derecho a celebrar el carnaval de forma organizada. Es una Organización no Gubernamental (ONG) de movimiento afrobrasileño, desarrolla acciones para combatir la discriminación racial, alienta la autoestima y el orgullo de afrobrasileños, defiende y lucha por los derechos civiles y humanos e imparte clases de variadas actividades culturales. Olodum además realiza durante el año diversas actividades que crean oportunidades y generan ingresos para los comerciantes de la zona de Maciel - Pelourinho.
En el aspecto musical, cuenta con un amplio reconocimiento por haber desarrollado el estilo musical conocido como Samba Reggae y por su activa participación en el Carnaval de Bahia. Fue con el ingreso del músico Neguinho do Samba a la agrupación en 1984, que la banda adquiere su sonido característico, una mezcla del ritmo tradicional de samba bahiana con otros estilos caribeños como el merengue y el reggae. Neguinho, junto a Mestre Jackson Nunes y otros componentes, creó una mezcla del ritmo tradicional de samba (música) brasileña con el merengue (género musical), la salsa (género musical), y el reggae para el Carnaval de Brasil de 1986. Este ritmo se ha hecho conocido como samba-reggae. La banda de actuaciones de Olodum ha publicado álbumes propios y sus temas han sido interpretados en grabaciones de estrellas de la música brasileña, como, por ejemplo, Daniela Mercury e Ivete Sangalo.
En el año 1992, el cantante, compositor y percusionista Carlinhos Brown, junto a 11 músicos de la banda Olodum, los músicos de jazz Wayne Shorter, Herbie Hancock, Bernie Worrell y Henry Threadgill y lo producción de Bill Laswell, editan el disco Bahia Black, Ritual Beating System, luego en 1995, Olodum participa del segundo video musical del sencillo de Michael Jackson, "They Don't Care About Us" (No les importamos); el original, "Prison version" fue prohibido en la mayoría de las emisoras musicales por sus escenas violentas. Se hicieron ligeros cambios en la música para que cuadrase con el estilo de percusión de Olodum. La "versión Olodum" (título extraoficial) de la canción se ha vuelto más conocida que la versión original del álbum.[cita requerida]
Olodum también ya había participado en el álbum de Paul Simon The Rhythm of the Saints ("El ritmo de los santos") en 1990. La canción Estrada da Paixão, de su álbum Filhos do Sol, ha sido versionada por el grupo británico Pet Shop Boys en su álbum Bilingual de 1996.
Su popularidad a nivel mundial los ha convertido en visita obligada de todo turista que visite la ciudad de Salvador de Bahía, y ha hecho que en el año 2014 fueran elegidos para ser la banda que acompañó a los intérpretes de la canción oficial del mundial de Fútbol de la FIFA, We Are One (Ole Ola).